# Phoroncidia flavolimbata
Phoroncidia flavolimbata är en spindelart som först beskrevs av Simon 1893.  Phoroncidia flavolimbata ingår i släktet Phoroncidia och familjen klotspindlar.
Artens utbredningsområde är Ecuador. Inga underarter finns listade i Catalogue of Life.